# Commission Marín
Pour les articles homonymes, voir Marín.
La commission Marín est la commission européenne dirigée par l'Espagnol Manuel Marín, brièvement en poste, du 16 mars au 15 septembre 1999. Elle succède à la commission Santer et est suivie par la commission Prodi. La commission Marín est nommée à la suite de la démission de la commission Santer.

## Composition

### Commissaires

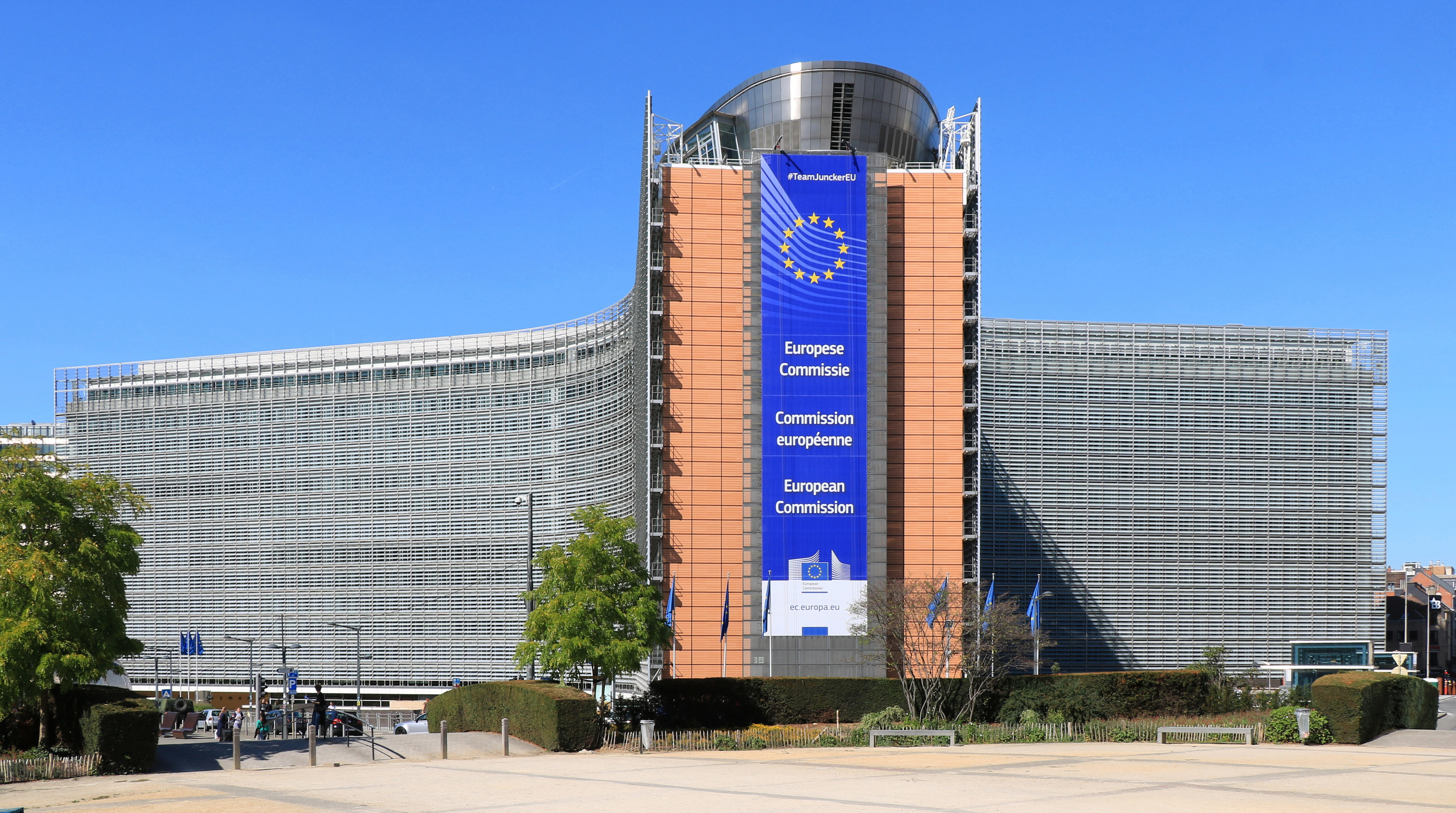
Siège de la Commission européenne à Bruxelles (bâtiment Berlaymont).

| Fonction                                                                          | Commissaire             | État membre | Parti  |
| --------------------------------------------------------------------------------- | ----------------------- | ----------- | ------ |
| Président Relations extérieures (Méditerranée, Amérique latine, Moyen-Orient)     | Manuel Marín            | Espagne     | PSOE   |
| Vice-président Relations extérieures                                              | Leon Brittan            | Royaume-Uni | Tory   |
| Marché intérieur                                                                  | Mario Monti             | Italie      | Aucun  |
| Agriculture et Développement rural                                                | Franz Fischler          | Autriche    | ÖVP    |
| Concurrence                                                                       | Karel Van Miert         | Belgique    | SP     |
| Affaires économiques et financières                                               | Yves-Thibault de Silguy | France      | Aucun  |
| Emploi et Affaires sociales                                                       | Pádraig Flynn           | Irlande     | FF     |
| Politique des consommateurs et protection de leur santé Office humanitaire (ECHO) | Emma Bonino             | Italie      | PRI    |
| Environnement                                                                     | Ritt Bjerregaard        | Danemark    | SD     |
| Affaires industrielles et Technologies de l'information et de la communication    | Martin Bangemann        | Allemagne   | FDP    |
| Transports                                                                        | Neil Kinnock            | Royaume-Uni | Labour |
| Énergie et Tourisme                                                               | Chrístos Papoutsís      | Grèce       | PASOK  |
| Immigration, Justice et Affaires intérieures                                      | Anita Gradin            | Suède       | SAP    |
| Budget, Personnel et Administration                                               | Erkki Liikanen          | Finlande    | Aucun  |
| Politique régionale                                                               | Monika Wulf-Mathies     | Allemagne   | SPD    |
| Recherche, Science et Technologie                                                 | Édith Cresson           | France      | PS     |
| Relations avec l'Europe centrale et orientale                                     | Hans van den Broek      | Pays-Bas    | CDA    |
| Relations avec les pays ACP                                                       | João de Deus Pinheiro   | Portugal    | PSD    |
| Relations avec le Parlement européen, Culture et Politique audiovisuelle          | Marcelino Oreja         | Espagne     | PP     |

### Affiliations
La couleur des cases indique approximativement la tendance politique du commissaire européen en utilisant le schéma suivant :
| Affiliation        | Nombre de commissaires |
| ------------------ | ---------------------- |
| conservateurs      | 6                      |
| libéraux           | 2                      |
| sociaux-démocrates | 8                      |
| indépendants       | 3                      |

## Compléments